# Рјофредо (Форли-Чезена)
Рјофредо (итал. Riofreddo) је насеље у Италији у округу Форли-Чезена, региону Емилија-Ромања.
Према процени из 2011. у насељу је живело 162 становника. Насеље се налази на надморској висини од 823 м.